# اچ‌بی‌اواس
اچ‌بی‌اواس (انگلیسی: HBOS) شرکت خدمات مالی و بانکداری اسکاتلندی است، که در سال ۲۰۰۱ تأسیس شد.